# Sergejs Žoltoks
Sergejs Žoltoks, född 2 december 1972 i Riga, Lettiska SSR, Sovjetunionen, död 3 november 2004 i Minsk, Vitryssland, var en lettisk professionell ishockeyspelare som spelade i NHL för Boston Bruins, Ottawa Senators, Montreal Canadiens, Edmonton Oilers, Minnesota Wild och Nashville Predators. På 588 matcher i NHL gjorde han 111 mål och 147 assist för totalt 258 poäng.
Under NHL-strejken 2004–05 spelade Sergejs Žoltoks för HK Riga 2000 i den lettiska hockeyligan och i vitryska Extraliga. 3 november 2004 under en match mellan HK Riga 2000 och Dinamo Minsk i Minsk fick han problem med hjärtrytmen. Efter att ha gått av med fem minuter kvar att spela föll Žoltoks ihop och dog i armarna på lagkamraten Darby Hendrickson.

## Statistik
LHL = Latvijas hokeja līga

### Klubbkarriär
| 1990–91    | Dinamo Riga           | LHL        | 39  | 4   | 0   | 4   | 16  | —  | — | —  | —  | — |
| 1991–92    | Pardaugava Riga       | LHL        | 27  | 6   | 3   | 9   | 6   | —  | — | —  | —  | — |
| 1992–93    | Providence Bruins     | AHL        | 64  | 31  | 35  | 66  | 57  | 6  | 3 | 5  | 8  | 4 |
| 1992–93    | Boston Bruins         | NHL        | 1   | 0   | 1   | 1   | 0   | —  | — | —  | —  | — |
| 1993–94    | Providence Bruins     | AHL        | 54  | 29  | 33  | 62  | 16  | —  | — | —  | —  | — |
| 1993–94    | Boston Bruins         | NHL        | 24  | 2   | 1   | 3   | 2   | —  | — | —  | —  | — |
| 1994–95    | Providence Bruins     | AHL        | 78  | 23  | 35  | 58  | 42  | 13 | 8 | 5  | 13 | 6 |
| 1995–96    | Las Vegas Thunder     | IHL        | 82  | 51  | 50  | 101 | 30  | 15 | 7 | 13 | 20 | 6 |
| 1996–97    | Las Vegas Thunder     | IHL        | 19  | 13  | 14  | 27  | 20  | —  | — | —  | —  | — |
| 1996–97    | Ottawa Senators       | NHL        | 57  | 12  | 16  | 28  | 19  | 7  | 1 | 1  | 2  | 0 |
| 1997–98    | Ottawa Senators       | NHL        | 78  | 10  | 13  | 23  | 16  | 11 | 0 | 2  | 2  | 0 |
| 1998–99    | Montreal Canadiens    | NHL        | 70  | 7   | 15  | 22  | 6   | —  | — | —  | —  | — |
| 1998–99    | Fredericton Canadiens | AHL        | 7   | 3   | 4   | 7   | 0   | —  | — | —  | —  | — |
| 1999–00    | Citadelles de Québec  | AHL        | 1   | 0   | 1   | 1   | 2   | —  | — | —  | —  | — |
| 1999–00    | Montreal Canadiens    | NHL        | 68  | 26  | 12  | 38  | 28  | —  | — | —  | —  | — |
| 2000–01    | Montreal Canadiens    | NHL        | 32  | 1   | 10  | 11  | 8   | —  | — | —  | —  | — |
| 2000–01    | Edmonton Oilers       | NHL        | 37  | 4   | 16  | 20  | 22  | 3  | 0 | 0  | 0  | 0 |
| 2001–02    | Minnesota Wild        | NHL        | 73  | 19  | 20  | 39  | 28  | —  | — | —  | —  | — |
| 2002–03    | Minnesota Wild        | NHL        | 78  | 16  | 26  | 42  | 18  | 18 | 2 | 11 | 13 | 0 |
| 2003–04    | Minnesota Wild        | NHL        | 59  | 13  | 16  | 29  | 19  | —  | — | —  | —  | — |
| 2003–04    | Nashville Predators   | NHL        | 11  | 1   | 1   | 2   | 0   | 6  | 1 | 0  | 1  | 0 |
| 2004–05    | HK Riga 2000          | Extraliga  | 6   | 4   | 3   | 7   | 12  | —  | — | —  | —  | — |
| NHL totalt | NHL totalt            | NHL totalt | 588 | 111 | 147 | 258 | 166 | 45 | 4 | 14 | 18 | 0 |